# エッピンゲン
エッピンゲン (ドイツ語: Eppingen, ドイツ語発音: [ˈɛpɪŋən]) は、ドイツ連邦共和国バーデン＝ヴュルテンベルク州北西部の都市。ハイルブロンの西約22km、カールスルーエの北東約41kmに位置する。この都市は、ハイルブロンを上級中心とするハイルブロン＝フランケン地域連合のハイルブロンを中心とする中級地域圏に含まれる。
エッピンゲンは、ネッカーズルムに次ぐハイルブロン郡第2の都市であり、2002年1月1日から大規模郡都市となっている。

## 地理

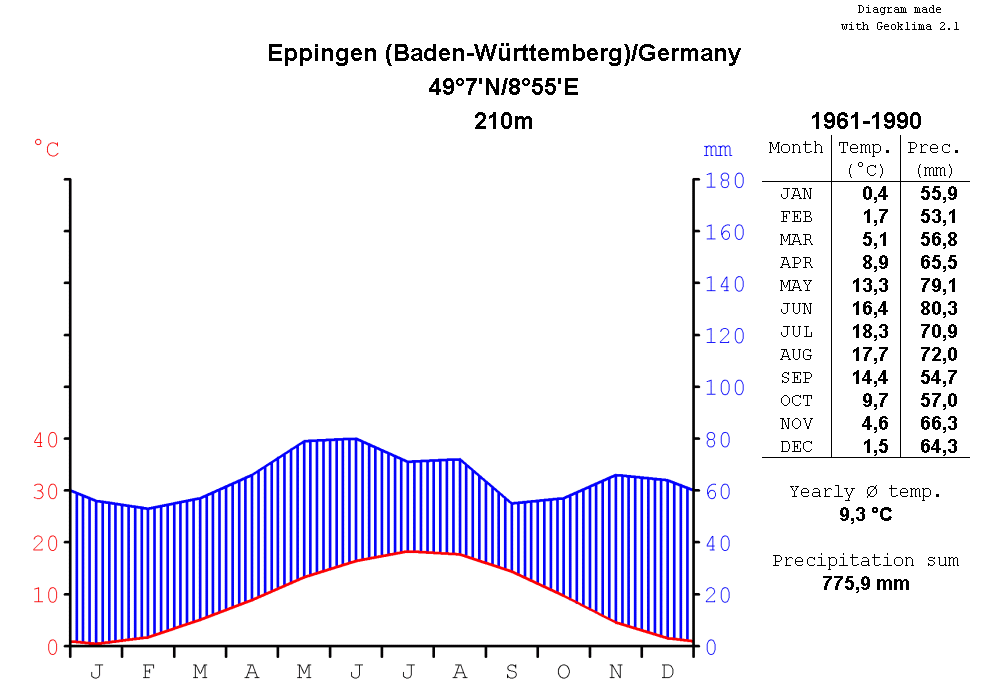
エッピンゲンの気候

エッピンゲンは、クライヒガウに位置する。主にエルゼンツ川（ネッカー川の左岸支流である）の左岸およびヒルスバッハ川がエルゼンツ川に注ぐ河口付近に広がっている。

### 隣接する市町村
エッピンゲンに隣接する市町村は、北東から時計回りに、イットリンゲン、キルヒャルト、ゲンミンゲン、シュヴァイゲルン、ブラッケンハイム、ギューグリンゲン、プファッフェンホーフェン、ツァーバーフェルト（以上、いずれもハイルブロン郡）、ズルツフェルト、クライヒタール、エストリンゲン（以上、カールスルーエ郡）、ジンスハイム（ライン＝ネッカー郡）である。エッピンゲンは、ゲンミンゲンおよびイットリンゲンと行政共同体を形成している。

### 市の構成
エッピンゲン市は、中核市区であるエッピンゲン地区および、アーデルスホーフェン市区、エルゼンツ市区、クラインガルタハ市区、ミュールバッハ市区、リーヒェン市区、ロールバッハ市区からなる。

## 歴史
この市は、985年にオットー3世からヴォルムス司教に与えられた入植地として、初めて記録に遺されている。地名の -ingenは、ゲルマン民族の大移動時代の入植地に見られるもので、3世紀または4世紀頃のアレマン人の時代に命名されたものと考えられる。プファッフェンベルク付近の壕跡遺跡から、フランク人もこの地に定住していたことが証明されている。
エッピンゲンは、11世紀にザリエリ家の、12世紀にはシュタウフェン家の所領となった。1188年には、防衛施設を持つ村（burgum）として記録されている。おそらくは1192年にハインリヒ6世によって市に昇格された。1219年、この都市はフリードリヒ2世からバーデン＝バーデン辺境伯ヘルマン5世へ担保として与えられた。その後、たびたび質入れされたが、都市権は維持され、これが侵害されることはなかった。1364年にニーダー＝ミュールバッハを、1372年にはオーバー＝ミュールバッハを獲得した。
1435年に新しく大きな教区教会の起工式が行われた。1462年にバーデン＝プファルツ戦争でプファルツ選帝侯フリードリヒ1世がバーデン＝バーデン辺境伯カール1世とヴュルテンベルク伯ウルリヒ5世に勝利し、エッピンゲンはプファルツ選帝侯領となった。1469年から1520年頃まではゲンミンゲン家に質入れされている。15世紀から16世紀にエッピンゲンは経済的な繁栄期を迎えた。これに伴い、1421年には最初のラテン語学校が設けられた。
プファルツ継承戦争に伴い、1693年から、エッピンゲンとシュテープバッハの間に帝国軍の本陣が設けられた。これは、バーデン＝バーデン辺境伯ルートヴィヒ・ヴィルヘルム指揮下の軍勢であった。1695年から1697年までエッピンゲン・ラインが引かれた。18世紀には、旧市街の北に貧しい日雇い労働者のための施療院のある住宅地 Linsenviertelが整備された。

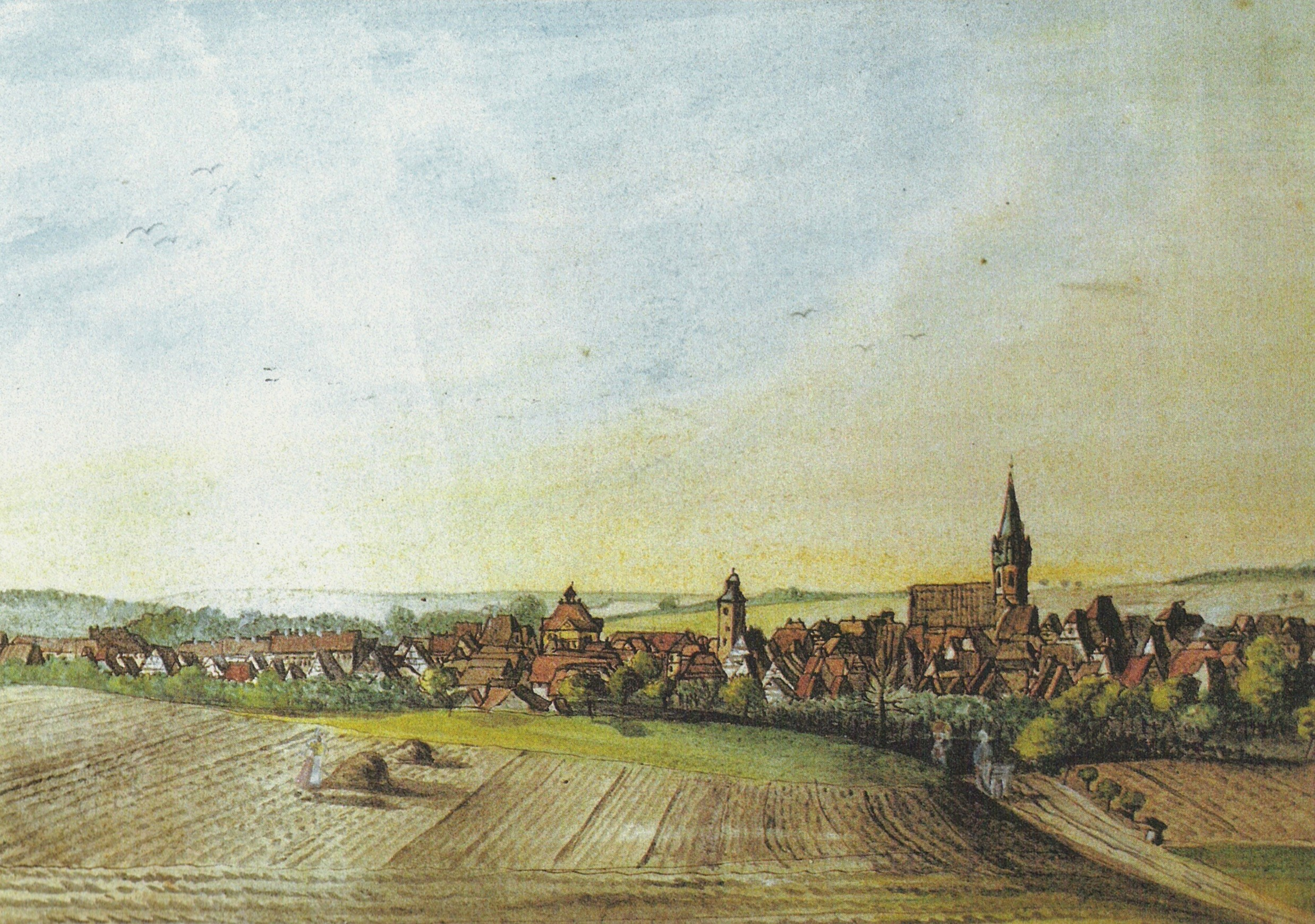
1840年頃のエッピンゲン

1803年にエッピンゲンはバーデン領に組み込まれ、1813年にはベツィルクアムトの本部所在地となった（ベツィルクアムトはバーデン大公国の行政区分）。その後、現在エッピンゲンに遺る多くの建築が建設された最盛期を迎えた。1823年には市庁舎が建設され、同じ頃、アーデルスホーフェン、ブレッテンおよびラッペナウへ通じる3つの街道沿いに、ほぼ同じような規模のモデル農場が建設された。1859年から新古典主義の文教および官庁街が建設された。この都市には、バーデンで2番目に古い農業学校が遺されている。
19世紀の終わりにエッピンゲンは鉄道網に結ばれた。（1879年カールスルーエ方面、1880年ハイルブロン方面、1899年ハイデルベルク方面）
行政改革により、1924年にベツィルクアムト・エッピンゲンは廃止された。この都市はベツィルクアムト・ジンスハイムに編入され、1936年からジンスハイム郡に改制された。第二次世界大戦では、砲撃と空爆で大規模な建物の破壊がなされた。約100棟の建築が全壊、さらに約100棟が重度から中度の被害を受けた。
1971年と1972年に併せて6つの隣接市町村がエッピンゲンに合併した。このうち5つはジンスハイム郡に属す町村、のこるクラインガルタハはこの時までハイルブロン郡に属していた。拡大したエッピンゲン市は従前通りジンスハイム郡に属したが、1973年1月1日の再編時にこの郡は廃止された。これに伴いエッピンゲンは、シュトゥットガルト行政管区のハイルブロン郡に属すこととなった。こうして、バーデンの都市であったエッピンゲンは、ヴュルテンベルクの都市であるシュトゥットガルトに管理されることとなった。この区分には、たとえば教会やスポーツクラブは追従せず、現在もバーデンの組織に属している（司教区、地方教会教区、スポーツリーグなど）。
2000年にはエッピンゲン市の人口が2万人を突破した。市の行政当局は2001年の初めに大規模郡都市への昇格を申請し、バーデン＝ヴュルテンベルク州の州政府は、2002年1月1日にこれを発効した。

### 宗教

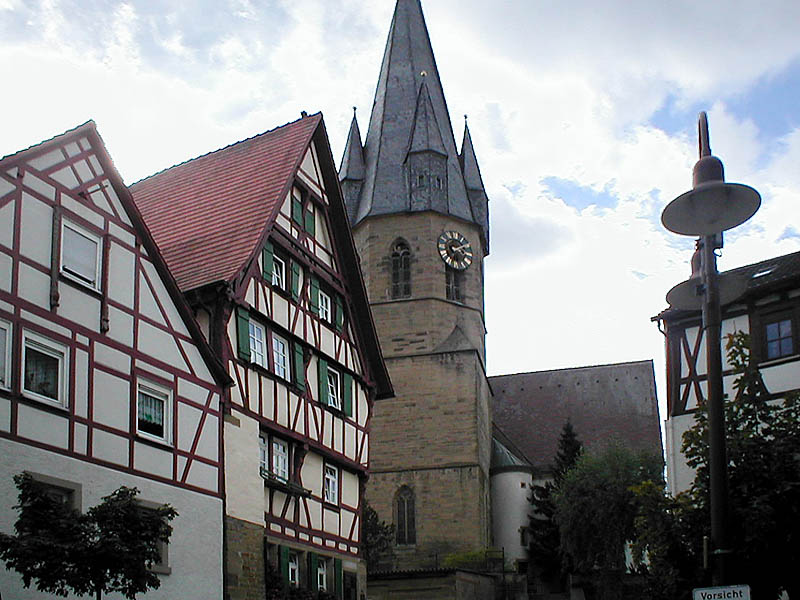
カトリックの市教会

エッピンゲン市は、元々シュパイアー司教区に属していた。1555年にプファルツ選帝侯領の宗教改革に際し、ルター派の信仰がもたらされたが、1562年に領主によりカルヴァン派の信仰がもたらされた。その後エッピンゲンでは長い間プロテスタントが優勢であったが、領主が替わるたびに、合計11回もその信仰を替えていった。ところが1698年にエッピンゲンに再びカトリックの聖職者がやって来た。その後、それまでは個人毎にバラバラに信仰していた信者達は、近隣の教区に統合された。
1707年に、市の一つだけの教会が分割された。カルヴァン派が長堂を、カトリックが内陣を使用した。一方ルター派は、1750年頃にはペーター礼拝堂を宗教行事に用いた。プロテスタントの両派は合併し、1821年に福音派プロテスタント教会エッピンゲンは、バーデン・プロテスタント地方教会に組み込まれた。エッピンゲンは、教区の本部所在地となった。この教区は後に廃止されたが、さらにその後にエッピンゲン＝バート・ラッペナウ教区として新たに組織された。この教区は、2005年1月1日にジンスハイム教区と統合され、クライヒガウ教区となった。1878年にプロテスタントの教会は、現在のネオロマネスク様式の教会堂を建設した。これにより、市教会は再び一堂全体がカトリックのものとなった。プロテスタントの教会組織や教会堂は、エッピンゲンの市区であるアーデルスホーフェン、エルゼンツ、クラインガルタハ、ミュールバッハ、リーヒェンにも存在していた。クラインガルタハの教会組織は、エッピンゲンの市区ではただ一つヴュルテンベルク・プロテスタント地方教会（ブラッケンハイム教区）に属していた。地方教会の布教活動は、アーデルスホーフェン生活センターや神学セミナーがあるアーデルスホーフェンで行われている。エッピンゲンには、この他にメソジスト教会も存在している。
エッピンゲンのカトリックは1810年までシュパイアー司教区に属していた。1810年からは、かつてのシュパイアー領主司教区、マインツ領主司教区、ヴォルムス領主司教区のライン右岸の領域を管轄するブルフザール司教総代理区に含まれた。その後1821年にバーデン大公国のフライブルク大司教区が新たな司教区として創設され、1827年に初代大司教は管理機関をこの都市に置いた。それ以来、エッピンゲンとその周辺地域はこの大司教区に属す。エッピンゲンにはブレッテン教区監督官がおり、現在15の小教区がその管轄下にある。
エッピンゲンには新使徒教会もある。また、イスラム＝トルコ教会のモスクもこの都市にはある。
ユダヤ人は、14世紀にはすでにこの都市に住んでいたが、1348年から1350年のペストの時代に迫害を受け、犠牲になったり、ハイルブロンへ移住したりした。15世紀から16世紀には少数の家族が住んでいたが、1549年から1659年にはエッピンゲンにユダヤ人は住んでいなかった。17世紀の終わりから、ユダヤ人コミュニティは拡大して行き、1736年に10家族54人が暮らすまでになった。1749年に初めてユダヤ人学校が設けられ、1772年にはキュファー通り2番に新しい建物（現在の「旧シナゴーグ」）が建てられた。1818年から1819年に、ヘルベルクの頂上にユダヤ人墓地が設けられた。ユダヤ人コミュニティが最大となったのは1839年で222人がこの都市に暮らしたが、その後、著しく減少していった。1872年から1873年にはカイザー通りに新しいシナゴーグが建設された。この都市の信者達は、1827年からジンハイム教区に、1877年からはブレッテン教区に属した。1875年には147人の信者がいたが、1900年には124人、1925年に71人、1933年には60人と減少していった。新しいシナゴーグは1938年に焼失し、1940年に取り壊された。1940年までに大部分のユダヤ人達はエッピンゲンから去っていった。最後ｍでエッピンゲンに残った4人のユダヤ人は1940年10月に国外に移送され、1942年までに殺害された。

### 市町村合併
- 1971年7月1日: アーデルスホーフェン
- 1971年12月1日: エルゼンツ、リーヒェン、ロールバッハ・アム・ギースヒューベルおよびクラインガルタハ市（ハイルブロン郡）
- 1972年11月1日: ミュールバッハ（この地区は、元々オーバーミュールバッハ、ニーダーミュールバッハからなり、それぞれ1363年、1372年からエッピンゲンに属していたのだが、19世紀初めにバーデン領となった際に独立した自治体とされていた）

### 人口推移
各時点での市域の人口推移を以下に示す。数値は、国勢調査(¹)または各時点での統計局による推定値である。

エッピンゲンの人口

## 行政

### 市議会
エッピンゲンの市議会は、13人の議員からなっている。議会では、これに議長を務める市長が加わる。
アーデルスホーフェン、エルゼンツ、クラインガルタハ、ミュールバッハ、リーヒェン、ロールバッハの各市区にはそれぞれ区議会と区長がおかれている。また、各市区には市の行政当局とは別に区の行政機構もある。

### 市長
第二次世界大戦以降の市長を以下に列記する。
- 1945年 - 1948年: ヤーコプ・デル
- 1948年 - 1966年: カール・トーメ
- 1966年 - 1980年: リューディガー・ポイケルト
- 1980年 - 2004年: エーリヒ・プレッツ（2002年1月1日以降は、上級市長）
- 2004年 - : クラウス・ホーラシュケ（上級市長）

### 紋章と旗
図柄: 左右二分割。向かって左は、金地に赤の斜め帯。向かって右は、黒地に、赤い爪と赤い嘴を持つ金の鷲。市の旗は、赤 - 金である。
バーデンの紋章である斜め帯は1454年のエッピンゲンの印章にすでに現れていることが知られ、19世紀にプファルツ選帝侯領となるまでは、これだけがエッピンゲンの紋章であった。19世紀後半にエッピンゲンは、短い期間ではあったが、別の印章を用いた。かつて帝国直轄の村であったことを示す「帝国の鷲」の紋が、背景と色を取り替え、紋章の向かって右半分に描かれた。エッピンゲン市の紋章と旗は、1958年2月14日にバーデン＝ヴュルテンベルク州内務省の認可を得た。

### 友好都市
- Wassy （フランス、オート＝マルヌ県）1967年
- エッピング（イギリス、エセックス州）1981年
- シゲトヴァール（ハンガリー、バラニャ県）1992年

## 文化と見所
エッピンゲンは新しい観光街道であるドイツ木組みの家街道の南側に位置し、多くの見所がある。

### 建築

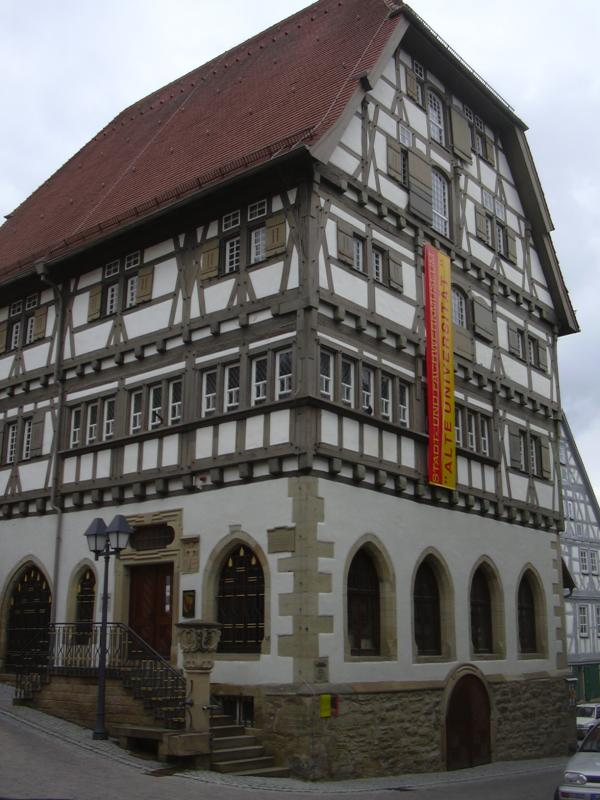
旧大学

- プファイファー塔は、13世紀に市の防衛施設として建設された。この塔は、厚さ2mの基盤となる壁の上に建てられた、一辺 6.90mの方形、高さ22mの塔である。この塔は、1829年から1859年まで牢獄として利用された。
- 1494年から1495年に建設された旧大学は、中世後期に最初は、食肉加工場付きの商店、行政ホール、穀物倉庫、ワイン貯蔵庫として利用された。1564年から1565年のペストが流行した時代に、ハイデルベルク大学の避難所とされた。1749年以降、この建物は住宅となったが、1965年から1973年の間にエッピンゲン市が所有者から買い上げて行き、1984年から1987年にかけて大規模な修復が行われた。
- 建築家の館は1582年に建設された。この建物はオーデンヴァルトからスイスまでの間で最も見事で最も重要な民家である。この他にも多くの木組み建築が遺され、エッピンゲン旧市街を形作っている。なかでも、1500年頃に建設された Schwebegiebelhausとよばれる建物は、珍しいアレマン式の木組み建築工法を示している。
- カトリックの市教会ウンゼラー・リーベン・フラウ教会は、旧市街の最高地点に1435年に建設された建築だが、もっとも前の時代の先行建築の断片を内包しており、1320年頃の壁絵が保存されている。この建物は1945年4月4日の空爆により甚大な被害を受け、戦後に再建された。1969年から1974年に翼廊が建設された。
- カタリーナ教会は、市教会の近くに1450年に建設された。この建物は世俗化され、長い間学校として利用されてきたが、後期ゴシック様式の交差ヴォールトが遺されている。1991年からこの旧礼拝堂の教会と向かい合うファサードに幅10mの「死の舞踏」の絵が飾られた。
- 市庁舎は、1825年にバーデンの建築家カール・アウグスト・シュヴァルツによって建設されたヴァインブレンナー様式の建築である。
- アーデルスホーフェン通り、ブレッテン通り、ラッペナウ通りのモデル農場は、19世紀前半に建設された。その規模、建築様式、建物の配置に関して、1830年頃のバーデン農村部における模範的な新興入植施設であった。いくつかの建物は、1945年に戦禍で破壊され、1947年から1952年に再建された。
- 文教および官庁街は1859年から1910年に新古典様式で建設された。学校、かつての区裁判所およびその他の官庁街が織りなすアンサンブルは、新古典主義の景観として南ドイツでは類例のないものである。隣接して同じ時代に建てられたプロテスタント教会がこのアンサンブルを完成させている。
- リンゼン地区は、市教会北側のかつての日雇い労働者の居住区であった地区で、小さな家と狭い路地が遺されている。ここには18世紀に建てられた救貧院も、現在は住宅となって、遺されている。
- 市役所近くのビール醸造所パルムブロイの仕込み場は、エッピンゲンの近世の建築物として独特のものである。正面にはガラス窓がはめ込まれており、道路から銅製の仕込み釜をながめることができる。
- 市内にあるモスクは、近年に建設された建物で、市の南西部の新しいランドマークになっている。
- オッティリーエンベルクには、15世紀の巡礼教会がある。

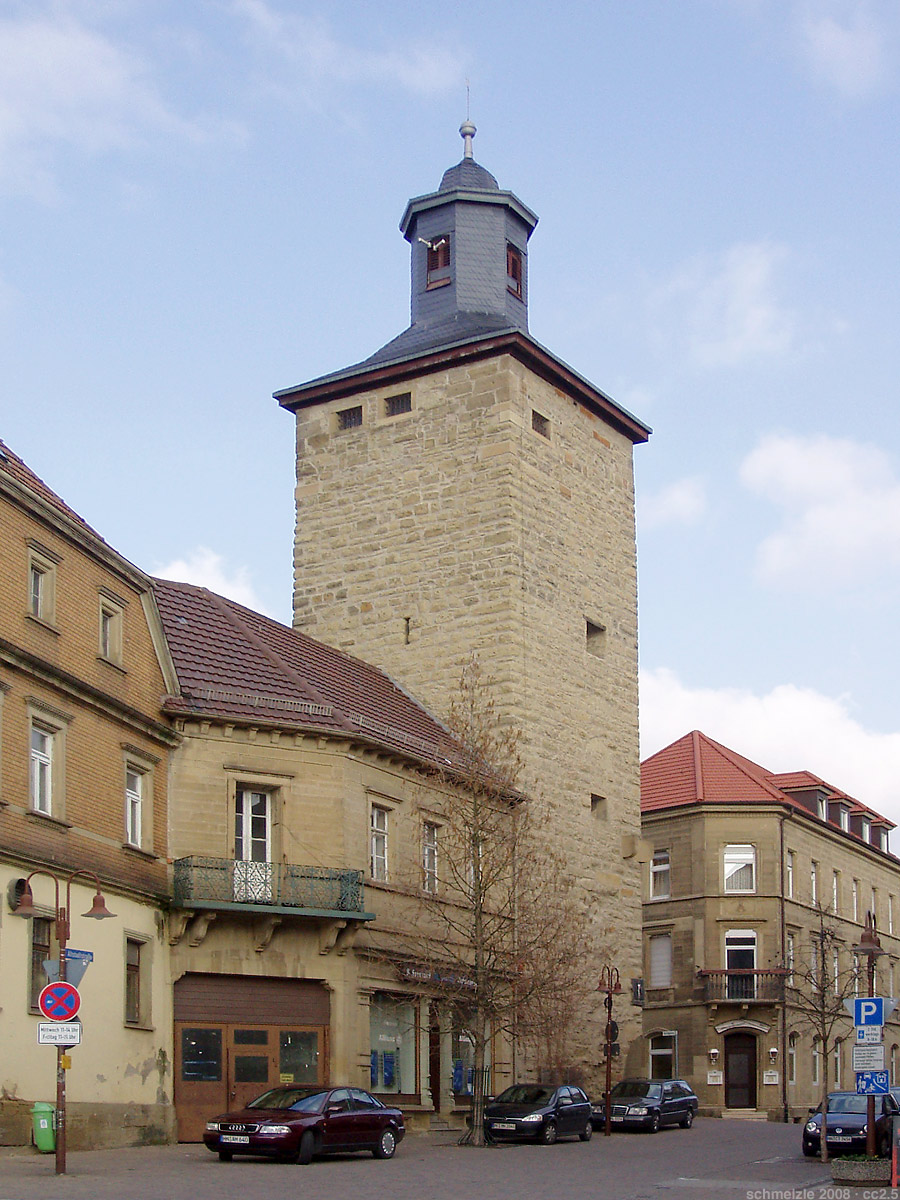
プファイファー塔
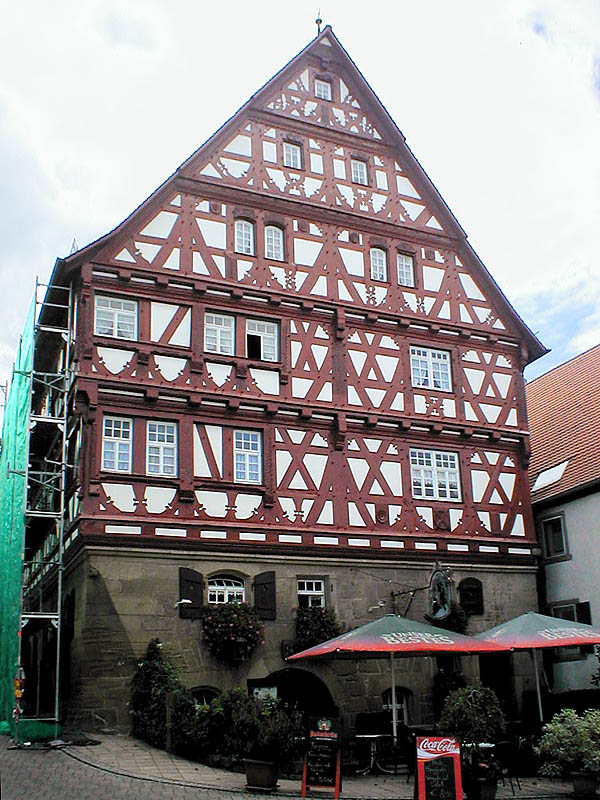
建築家の館
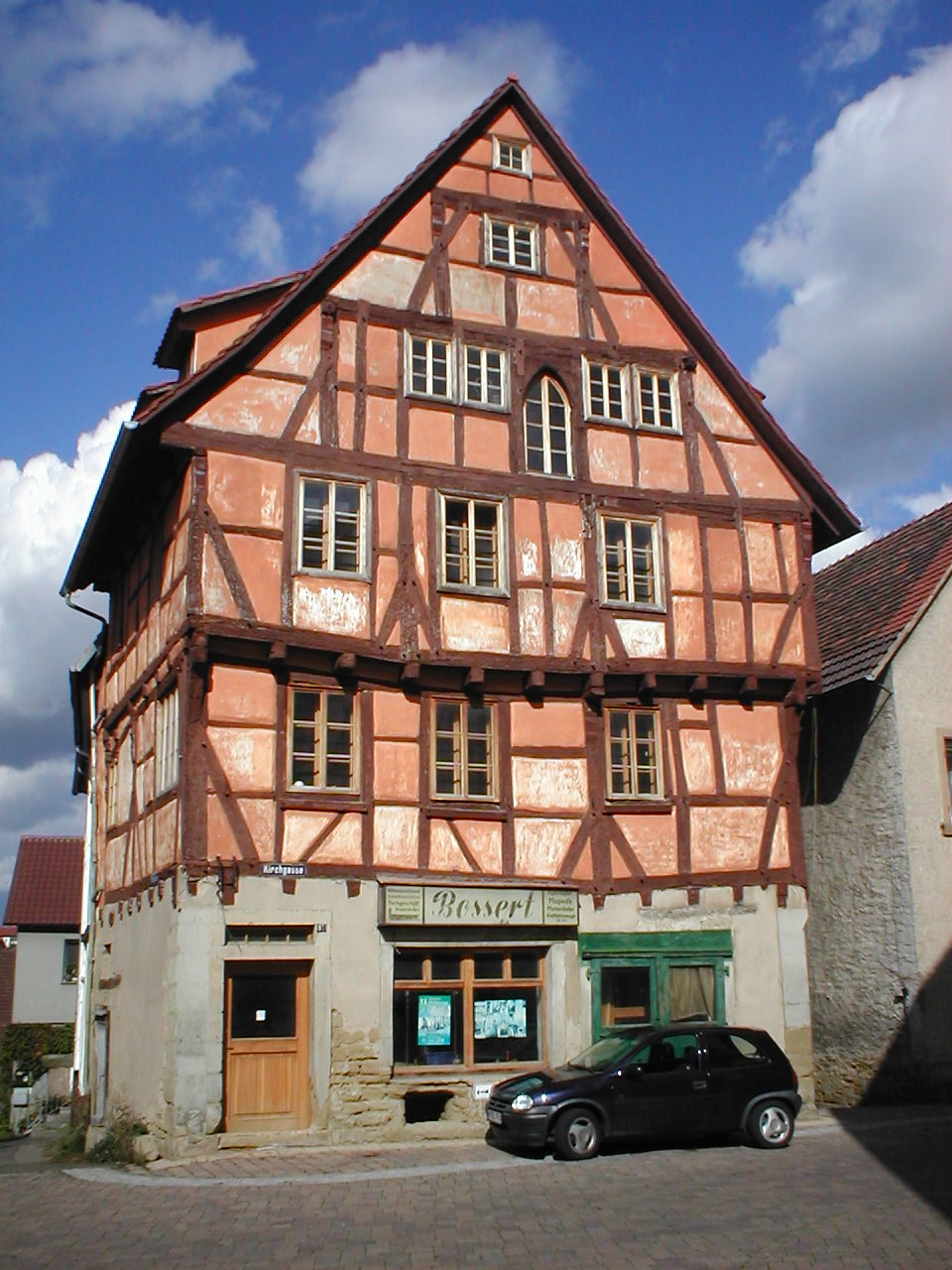
キルヒ通りの歴史的木組み建築
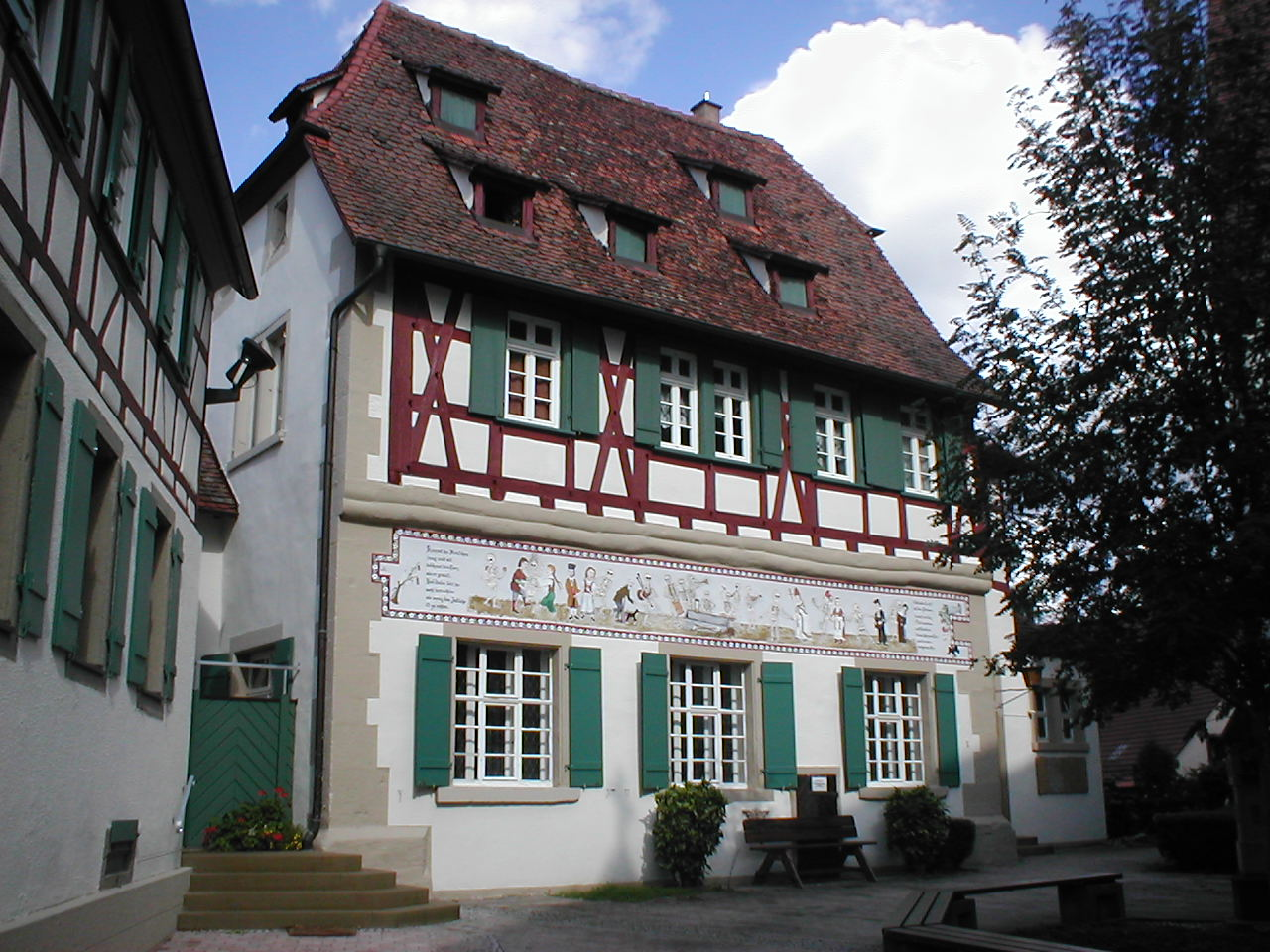
旧カタリーナ礼拝堂
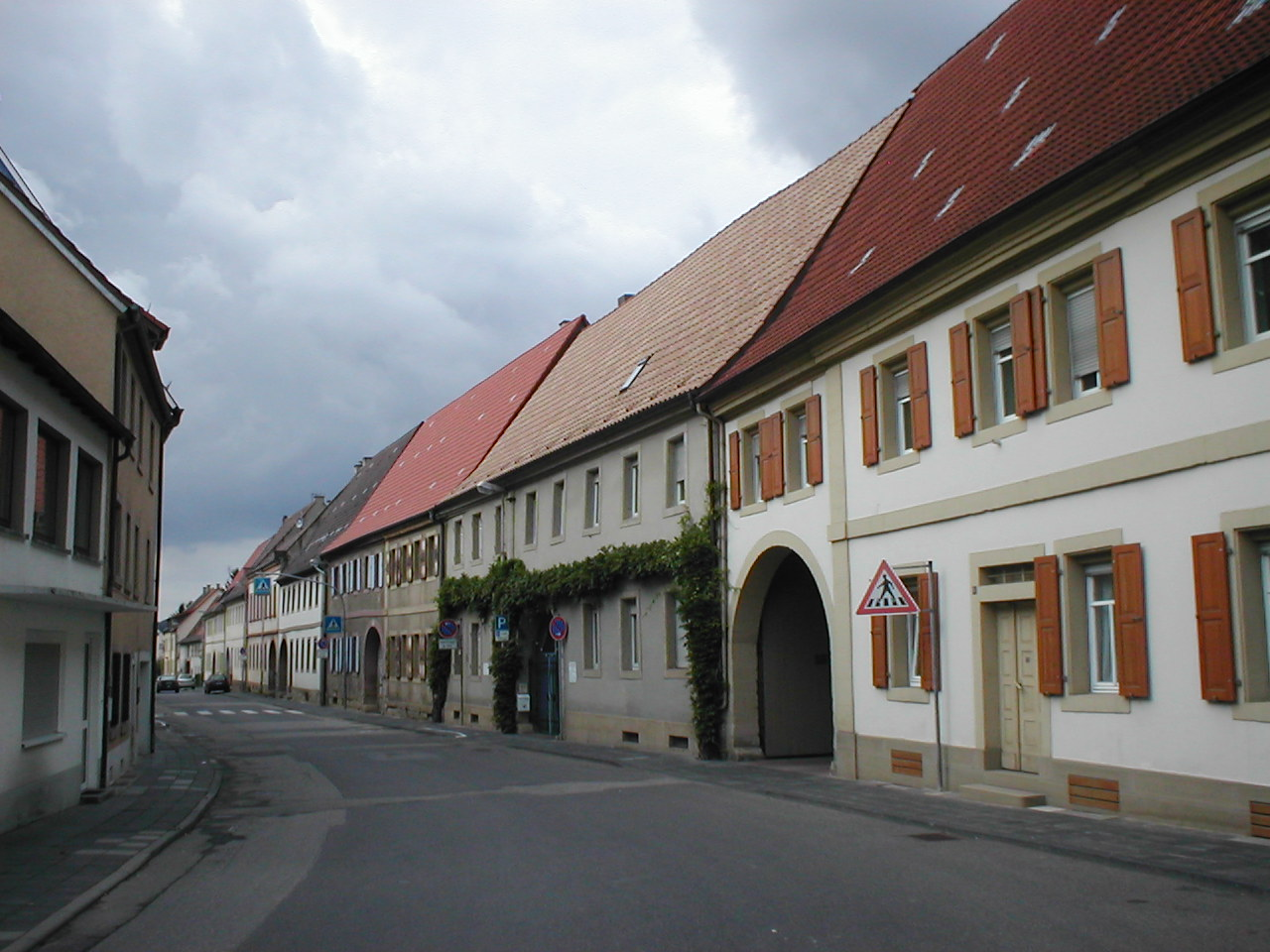
モデル農場
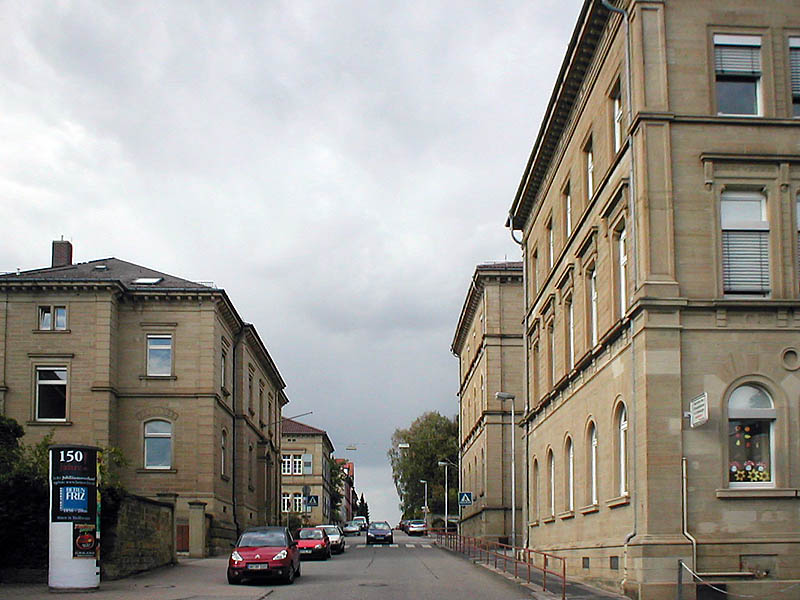
文教および官庁街
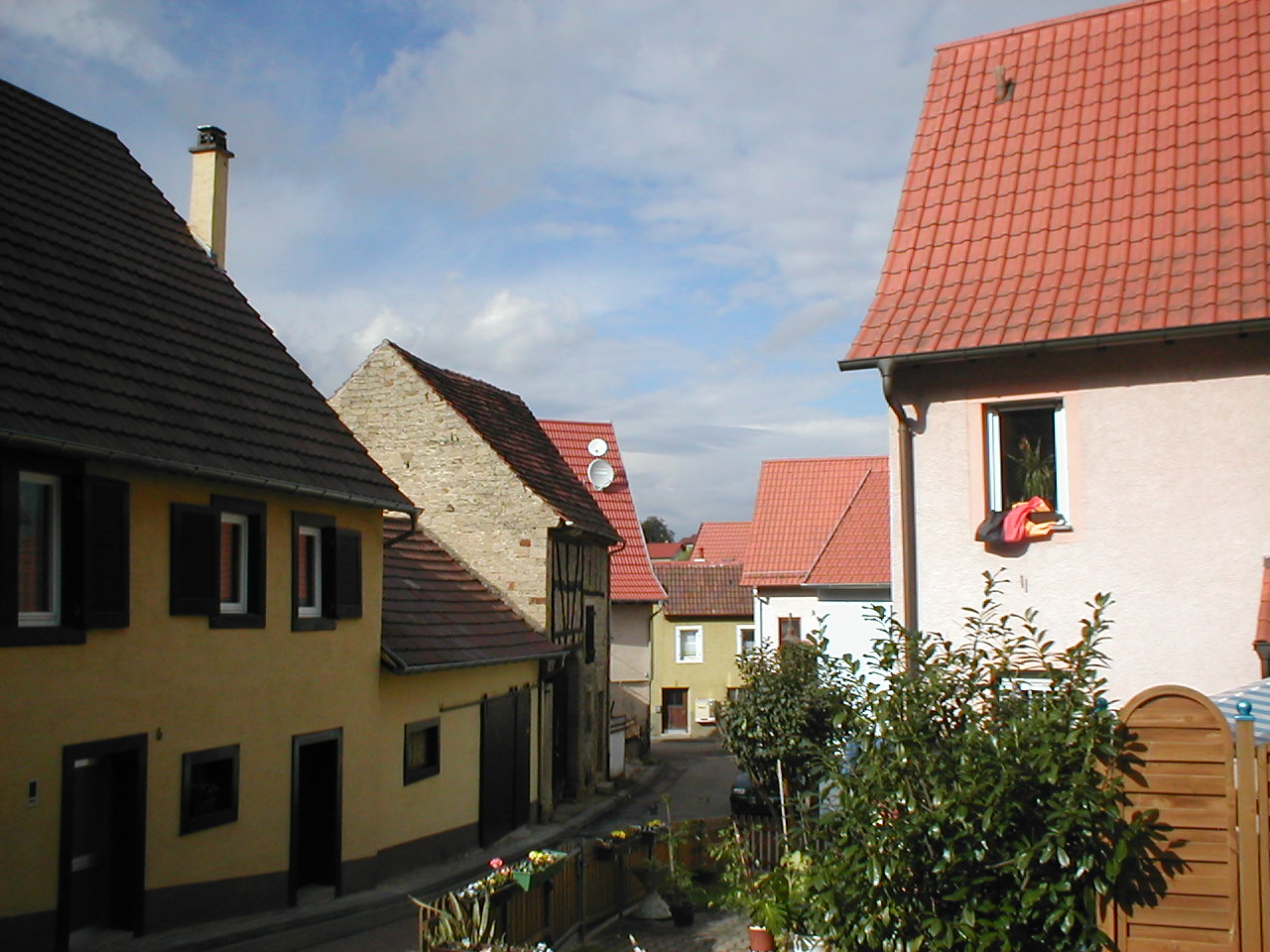
リンゼン地区
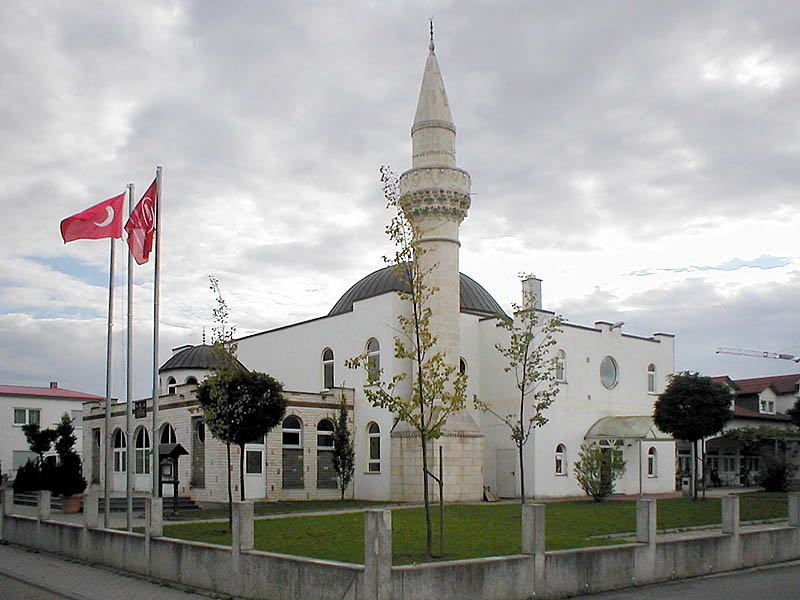
モスク
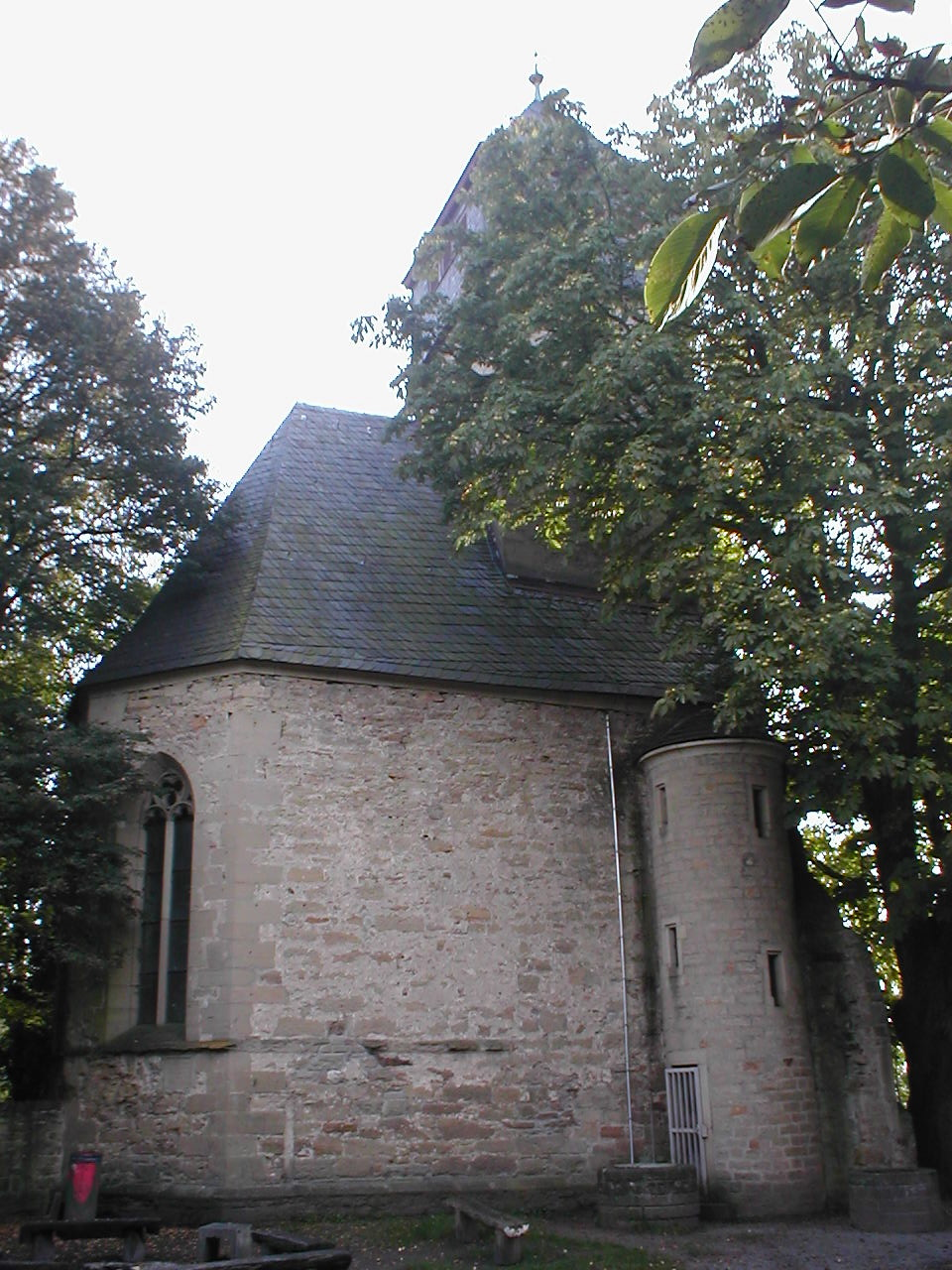
オッティリーエンベルクの巡礼教会

### 劇場
Badische Landesbühne Bruchsal（バーデン地方劇団ブルフザール）は、市民ホールで月に1度定期的に演劇を行っている。市内にある劇場は、バーブシュカ劇場とパパタ・マリオネット・バラエティ劇場（エルゼンツ地区）である。

### 博物館
旧大学は、現在、市立博物館兼木組み建築博物館となっている。この博物館には、ミュールバッハ地区（石工博物館）とリーヒェン地区（農民博物館）に別館がある。ラウスミューレは民俗文化の私的なコレクションを展示している。コレクションの重点は、民俗呪術と民間信仰である。

### 自然文化財
ハルトヴァルトでは、17世紀のエッピンゲン・ラインの遺構を見ることができる。

### スポーツ
この街のサッカークラブ、VfBエッピンゲンは1974年10月26日にこの都市を有名にした。当時、北部バーデン・アマチュアリーグ1部でプレイしていたこのチームが、DFBポカールの試合で、ブンデスリーガ優勝チームになったこともあるハンブルガーSVに2:1で勝利し、世間を驚かせたのである。このチームは1980年から81年のシーズンに1年間だけブンデスリーガ2部南部地区でプレイしたことがある。

### 年中行事
- Halbe nach Fünf: エッピンゲンとその歴史に関するガイド付きツアーで、年に数回行われている。17:30出発（Halbe nach Fünf = 5時半）で、約90分間のツアーである。このツアーは、エッピンゲンの郷友会、パルムブロイ醸造所、旅館・レストラン業協会、商工会、およびエッピンゲン市が共同で開催している。
- 旧市街祭: 2年に1度、7月に行われる。
- エッピンゲン郷土祭: 10年に1度開催される（最後に行われたのは、2000年）。この祭は1938年に第1回が開催された。
- クリスマス市: 1985年以来、毎年12月初めに行われる。

## 経済と社会資本

### 交通
エッピンゲンは、アウトバーンA6号線（マンハイム - ハイルブロン間）に、ジスハイム＝シュタインスフルトまたはバート・ラッペナウのインターチェンジを利用しアクセスする。また、連邦道B293号線カールスルーエ - ハイルブロン間が市域を通っている。しかし、この道路はバイパスを利用して市中心部を迂回している。
公共交通機関としては、クライヒガウ鉄道を利用して、1997年6月1日に開通したカールスルーエ市電 S4号カールスルーエ - ブレッテン - エッピンゲン線が通り、エッピンゲン駅およびエッピンゲン西駅がある。この路線は、1999年9月26日にハイルブロンの市電に接続し、ハイルブロン中央駅まで乗り入れるようになり、さらに2004年にはハイルブロン市内にまで接続した。また、2005年12月にはエーリンゲンまでの接続路線も開通した。エッピンゲンからは、シュタインスフルト - エッピンゲン線もあり市内ではリーヒェンに駅がある。この路線は、2009年までにS-バーン・ラインネッカーに統合される計画になっている。市電S4号線は、ハイルブロン＝ホーエンローエ＝ハル近郊交通とカールスルーエ交通連盟によって運営されている。ジンスハイム＝シュタインスフルトからの路線はライン＝ネッカー交通連盟に統合運営されている。エッピンゲンの市区間はバス路線が結んでいる。

### 地元企業
エッピンゲンには1835年創業の歴史あるビール醸造所パルムブロイがある。1873年に創業した機械製造業者のDieffenbacherは、国際的に活動している企業で、プレス機や産業機械を生産している。

### メディア
エッピンゲンでのできごとは、日刊紙 Kraichgau StimmeやHeilbronner Stimmeに掲載される。
また、ハイルブロンに本社を置き、ジンスハイムに地方編集局をもつ Rhein-Neckar-Zeitungにもエッピンゲンやクライヒガウ地方のニュースが掲載される。

### 公共機関
エッピンゲンには、公証人役場と、フライブルク大司教区のブレッテン教区監督官事務所がある。

### 教育
エッピンゲンには、ギムナジウムが一つある。このハルトマニ・ギムナジウム・エッピンゲンは2006年から2007年の教育学期から開校した。この他、実業中学、本課程および基礎課程の学校がある。

## 人物

### 出身者
- ハルトマンヌス・ハルトマニ（ - 1547年7月3日）哲学者、プファルツ選帝侯領の宰相
- アントン・フレンツニック（1889年 - 1944年）ローマ・カトリックの司祭。ナチスの犠牲者。
- ヨアヒム・ペルトル（1953年 - ）ホルン奏者。デュッセルドルフ・ロベルト・シューマン音楽大学教授
- ローゼマリーエ・ヴェンナー（1955年 - ）メソジスト教会の女性司教

## 引用と脚注
1. ↑  Statistisches Landesamt Baden-Württemberg – Bevölkerung nach Nationalität und Geschlecht am 31. Dezember 2023 (CSV-Datei)
2. ↑  Max Mangold, ed (2005). Duden, Aussprachewörterbuch (6 ed.). Dudenverl. p. 310. ISBN 978-3-411-04066-7
3. ↑  「紋章と旗」の項の出典:
Heinz Bardua: Die Kreis- und Gemeindewappen im Regierungsbezirk Stuttgart. Theiss, Stuttgart 1987, ISBN 3-8062-0801-8 (Kreis- und Gemeindewappen in Baden-Württemberg, 1). S. 59